# Малий Катлабуг
Мал́ий Катлаб́уг, Мали́й Катлабу́х — річка в Україні, в межах Болградського та Ізмаїльського районів Одеської області. Ліва притока Великого Катлабугу (басейн Дунаю).

## Опис
Довжина 43 км, площа водозбірного басейну 235 км². Похил річки 2,2 м/км. Долина симетрична, завширшки 2—3 км, завглибшки до 30—50 м; долина у верхів'ї розчленована ярами. Заплава завширшки 300—500 м. Річище звивисте (в нижній течії слабозвивисте). Влітку пересихає, особливо у верхній течії. Споруджено кілька ставків. Використовується на сільськогосподарські потреби.

## Розташування
Малий Катлабуг бере початок на південний захід від села Дмитрівка. Тече в межах Причорноморської низовини переважно на південь (у верхів'ї — частково на південний схід, у пониззі — частково на південний захід). Впадає до Великого Катлабугу на північний захід від смт Суворове.
Над річкою розташовані села: Олександрівка, Виноградне і Голиця.